# 弗萊克菲尤爾
弗萊克菲尤爾是挪威阿格德爾郡的市镇，位於該國南部，面積543平方公里，該地區自維京時期有人類居住，2012年人口9,046。

## 外部連結
- Municipal fact sheet from Statistics Norway
- 维基导游上有關Vest-Agder的旅行指南
- Municipal website （页面存档备份，存于） （挪威文）
- Map of Flekkefjord